# Ngatukondje Nganjone
Ngatu (* 18. September 1975 in Old Farm, Sambia; eigentlich Ngatukondje Nganjone) ist ein namibischer Musiker.
Ngatu wurde in Old Farm (Sambia) als Sohn namibischer Flüchtlinge geboren. Er wuchs in einem Flüchtlingslager in Kwanza Sul (Angola) auf. Seine Familie kehrte 1990 nach Namibia zurück.
1988 begann Ngatu mit dem Gitarrespielen. Seine erste Band gründete er an seiner Schule in Opuwo zusammen mit anderen Schülern. Der erste öffentliche Auftritt fand im März 1994 am Tag der Unabhängigkeitsfeier an ihrer Schule statt.
Von 1994 bis 2004 war Ngatu Sänger bei der Band Mighty Dreads (gegründet unter dem Namen Young Dreads). Sein erstes Solo-Album The Biggest Gift veröffentlichte er 2004 auf Grounded Music. 2005 trat er mit Ras Sheehama und weiteren Musikern als erste namibische Band auf dem Montreux Jazz Festival auf. Im selben Jahr trat er der Formula Band als Sänger und Gitarrist bei.
Ngatu beschreibt seine Musik als eine Mischung aus Shambo, African Fusion und Reggae.

## Diskografie
- The Biggest Gift (2004)